# MUSIX ASIA
『RINREI MUSIX ASIA』（リンレイ ミュージックス・エイジア）は、2019年4月6日（5日深夜）から2023年4月1日（3月31日深夜）までJ-WAVEで放送されていたラジオ番組である。リンレイの一社提供。

## 概要
「J-WAVE 唯一のアジア専門ミュージックプログラム」と銘打っていた深夜の音楽番組。ナビゲーターは、前番組『RINREI SOMEWHERE IN ASIA』から引き続き金沢雅美が務めていた。
番組の終了後、金沢は後継番組の『RINREI ASIAN SOUNDSCAPE』に出演した。

## 放送時間
以下の時間はすべて日本標準時に基づく。
- 土曜 0:30 - 1:00（金曜深夜、2019年4月6日 - 2019年9月28日）
- 土曜 0:00 - 0:30（金曜深夜、2019年10月5日 - 2023年4月1日）